# Hejlsminde Badehotel
Hejlsminde Badehotel blev opført i Hejlsminde i 1912 af den lokale iværksætter Jeppe Lauridsen. Han ville trække turister til byen, der ligger ved indløbet fra Lillebælt til Hejls Nor. Badehotellet blev i 2002 udstykket i ferielejligheder.

## Historie
Jeppe Lauridsen, som der er rejst en mindesten for ved Hejlsminde Forsamlingshus, havde cikorietørreri, teglværk, kro, kalkbrænderi og købmandsforretning. Da Kolding Sydbaner med jernbanelinjen Kolding-Hejlsminde blev anlagt i 1911, lukkede han sin kro og opførte i stedet badehotellet tæt på stationen. Det blev starten på Hejlsmindes udvikling til turiststed.
Grænsen til Tyskland gik ved Hejlsminde indtil Genforeningen i 1920, og man skulle med færge over norets munding. Der blev bygget bro i 1923, og byen blev et endnu mere attraktivt feriested. Der blev etableret badebro, bådebro, servering ved stranden og rutebåde til udflugtssteder i Lillebælt.
Da familien Trillingsgaard i 2002 solgte hotellet til Strandhotellerne, blev hotellets værelser solgt som 24 individuelt indrettede ejerlejligheder, der fortsat skulle lejes ud til feriegæster. I 2008 overtog Danland forpagtningen og udlejningen. Lejlighederne ejes stadig af private, som selv har rådighed over lejlighederne 5 uger om året. Hejlsminde Badehotel råder desuden over et badeland med spabad, rutsjebane, børnebassin og sauna.